# VH1 Россия
«VH1 Россия» (произносится как «ви-эйч-уан») — бывший музыкально-развлекательный телеканал, который ориентировался на зрителей в возрасте от 14 до 45 лет. Основу программирования VH1 Россия составляли видеоклипы самых ярких звезд мировой и российской рок- и поп-музыки 1980-х, 1990-х, 2000-х годов, а также современные хиты.

## История
В сентябре 2005 года о запуске российской версии канала VH1, специализирующегося на «взрослой музыке», торжественно объявили на вручении ежегодной премии MTV RMA 2005. Вещание канала VH1 Россия началось 1 декабря 2005 года клипами на песни «Группа крови» группы «Кино» и «Hung Up» певицы Мадонны.
4 июня 2007 года, одновременно с MTV Россия, телеканал вошёл в состав холдинга «Проф-Медиа».
С 18 марта 2010 года канал в целях популяризации японской рок-музыки одним из первых в России, начал показывать клипы популярных японских рок-групп (по примеру материнского канала).

### Закрытие
Первоначально канал планировалось закрыть 1 апреля 2010 года, но впоследствии дату перенесли на лето. Решение о закрытии также было обусловлено тем, что оригинальный канал продолжит вещание на территории России, и он продолжает пользоваться популярностью у населения.
Вещание прекращено в ночь с 31 мая на 1 июня 2010 года ровно в полночь по московскому времени клипом «Resistance» группы «Muse». Такую информацию официально подтвердила пресс-служба канала MTV Россия. С этого момента и до 1 августа 2021 года российские операторы платного телевидения снова транслировали европейскую версию канала.

## Программы
- VH1 Hits
- Итак 80е
- Итак 90е
- Дом 70-х
- VIP-файл
- День свадьбы
- Звездная жизнь
- Альбом-чарт
- Полный доступ
- Top 10 самых популярных
- Один день с
- Все о
- Дневник
- По домам
- Концертный зал
- Календарь VH1
- Тогда и сейчас

### Телефонные игры
- Лёгкие деньги
- Алло, ТВ!
- Ночной клуб
- Мобильный джем
- Тайны судьбы